# Mount-Aberdeen-Nationalpark
Der Mount-Aberdeen-Nationalpark (engl.: Mount Aberdeen National Park) ist ein Nationalpark im Osten des australischen Bundesstaates Queensland. Er liegt 961 Kilometer nordwestlich von Brisbane und 40 Kilometer südwestlich von Bowen.
Der Park besteht aus zwei getrennten Gebieten. Die östliche Sektion Mount Aberdeen mit 1840 Hektar Fläche wurde 1952 zum Nationalpark erklärt, die westliche Sektion Highlanders Bonnet mit 1370 Hektar Fläche im Jahre 1967.
Der Park besitzt keine besondere Einrichtungen und ist nicht ohne Weiteres öffentlich zugänglich.

## Landesnatur
Die beiden Berge Mount Aberdeen (901 Meter) und Highlanders Bonnet (624 Meter) bestehen aus Granit.
In der Nachbarschaft liegen die Nationalparks Mount Abbot, Cape Upstart, Gloucester Island und Dryander.

## Flora und Fauna
Im Park ist das einzige Vorkommen (kalt)tropischen Wolkenwaldes in der Region, und zwar um den Gipfel des Mount Aberdeen. Neuguinea-Araukarien wachsen an den Hängen beider Berge. Trockenwald findet man an geschützten Plätzen. Auch gibt es dort eine ansonsten in Queensland unübliche Symbiose von Red Gum (Eucalyptus tereticornis) und Tussockgras.
An Säugetieren wurden im Park das Queensland-Felskänguru, das östliche graue Riesenkänguru, das Bergkänguru, der Zwergbeutelmarder und der Koala beobachtet. Unter den wirbellosen Tieren ist die Mount Elliot Grey Ant, eine Ameise, die von hier ab nach Norden vorkommt, zu erwähnen.